# Gaston Descollas

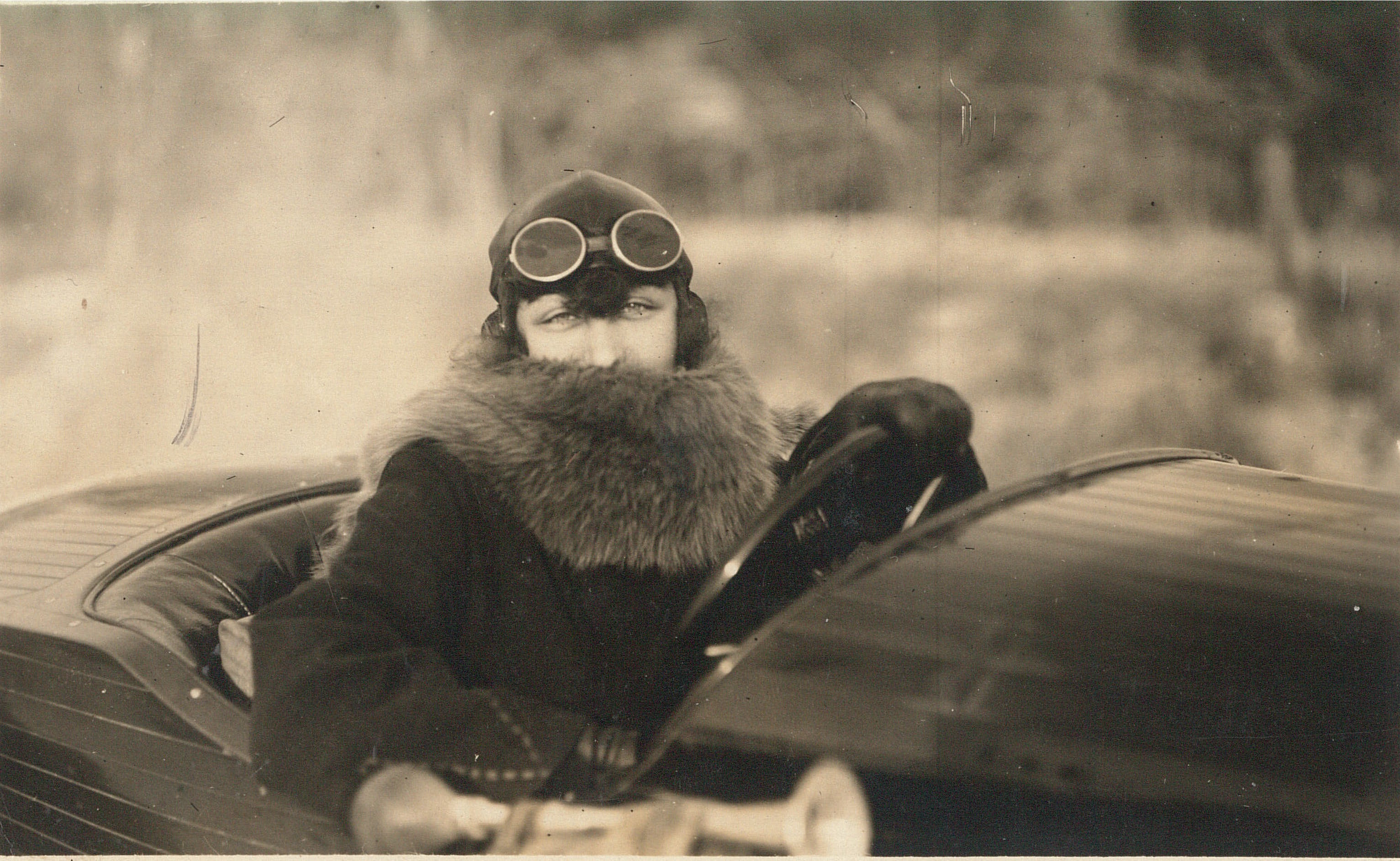
Claire Mancis sur Amilcar lors de la course de côte d'Allauch (13) du 28 janvier 1923.

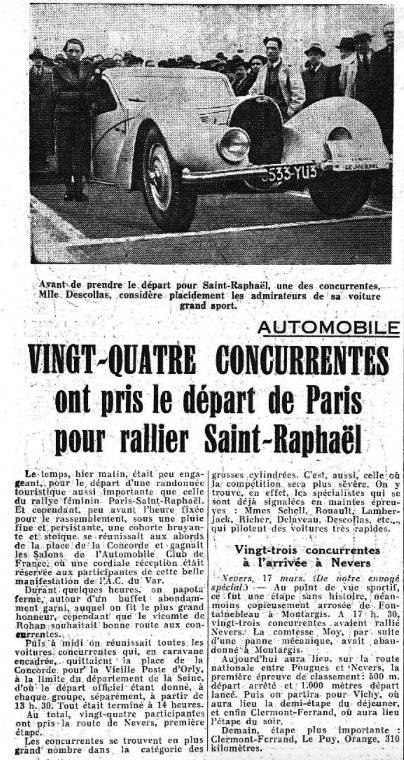
Claire Descollas et sa Bugatti type 57 Atalante lors du 9e paris-saint-raphael féminin 1937. (Le Figaro, 18 mars 1937).

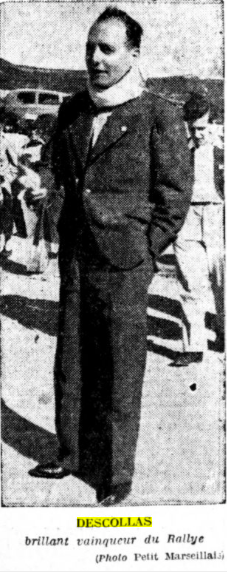
Gaston Descollas lors du 3e rallye des Alpes Françaises 1934. (Le Petit Marseillais, 16 juillet 1934).

Gaston Descollas (1905-1968) est un pilote de rallye et de circuit français.

## Biographie
Ce pilote était le concessionnaire Bugatti pour la région marseillaise avant et après-guerre, avec sa succursale au 42 avenue du Prado. Son épouse, Claire Mancis (1905-1985), a couru aussi avec et sans lui. Très jeune, elle conduisait un Zèbre.

## Participations et Palmarès
Avertissement : il s'agit des participations et du palmarès de Claire (c) et/ou Gaston (g) Descollas.
Course de côte d’Allauch (13) (28 janvier 1923) (c) 5e (catégorie voiture de tourisme 1 100 cm3) sur Amilcar no 12 (source: photo annotée-Le Petit Marseillais du 27 et 29 janvier 1923, L’Auto du 29 janvier 1923).
Course de côte du Camp (Cuges) (5 mars 1923) (c) 3e (catégorie voitures de tourisme jusqu’à 2 000 cm3) sur Amilcar (source: l’écho d’Alger du 6/03/1923)
Rallye Gymcana Bandol-Marseille (Avril 1923) (c) Vainqueur sur ? (source: Le Petit Marseillais du 14, 18, 21, 23, 25, 26, 28, 29 & 30/04/1923).
Meeting de la Crau (26 août 1923) course de vitesse de 5 km sur la route d’Arles à Salon (c) 2e (catégorie voitures de tourisme jusqu’à 1 750 cm3) sur Amilcar. (source: l’écho d’Alger du 27/08/1923, Le Petit Marseillais du 27 août 1923)
Concours d'élégance de l'A-C d'Hyères (Février 1924) (c) 1er prix sur Amilcar Série c (source : Le Petit Marseillais du 13/02/1934)
Course de côte du Camp (Cuges) (6 avril 1924) (c) 2e (catégorie 1 100 cm3, amateurs, biplaces) sur Amilcar (source: Le Petit Marseillais du 1 et 7 avril 1924)
Raid à travers le Sahara (9 au 30 avril 1927) (g) et (c) sur Amilcar (source: Le Temps du 16/03/1927, Le Petit Marseillais du 18/03/1927, 9, 21, 28/04/1927, 10/06/1927 et 28/01/1928, La Presse du 16/03/1927)
Course du Boulevard Michelet (Marseille) (29 janvier 1928) (g) ou (c) 2e sur Amilcar (catégorie voitures de course 1 500 cm3) (source: Le Petit Marseillais du 1,21,25,26,27,28,29 & 30/01/1928)
Course de Côte de Massillan (26 février 1928) (g) ou (c) Vainqueur (catégorie 1 100 cm3 sport et course) sur Amilcar (source: Paris Soir du 28/02/1928, Le Figaro du 28/021928, le Petit Marseillais du 8/02/1928)
Course de Côte du Camp (13-Cuges) (13 mai 1928) (c) Vainqueur (catégorie voitures de sport 1 100 cm3) sur Amilcar (source: Le courrier automobile du 15/071928 Le Petit Marseillais du 12/05/1928).
Le Kilomètre départ- lancé de Gémenos (13 mai 1928) (c) Vainqueur (catégorie voitures de sport 1 100 cm3) sur Amilcar (source: Le courrier automobile du 15/071928 Le Petit Marseillais du 12/05/1928).
4e Paris-Vichy-Saint-Raphaël féminin (Février 1932) (c) 6e au général et Vainqueur (catégorie 6 à 8 cv) sur Amilcar 5CV No 24 (49 ?) (photo) immatriculée 6717-CA6 (source: Le Matin et Le Figaro du 1/03/1932, Le Petit Marseillais du 27/02/1932 & 1/03/1932, Match du 1/03/1932, Le Petit Niçois du 29/02/1932).
1er Rallye des Alpes françaises (16 & 17 juillet 1932) (c) 2e (Catégorie 30.000F) sur Amilcar et (g) sur Amilcar (source: Le Petit Marseillais du 12, 16 et 17 juillet 1932).
2e Rallye des Alpes françaises (1933) (g) Vainqueur (catégorie 20.000F) sur Amilcar 5 CV. (source : Le Petit Marseillais du 26/06/1933, 13/07/1933)
6e Paris-Saint-Raphaël féminin (mars 1934) (c) 5e (Catégorie jusqu’à 6 CV) sur Amilcar 5 CV (source: Le Matin du 6/03/1934, L'écho d'Alger du 6/03/1934, Excelsior du 4/03/1934, Paris-Soir du 2 & 9/03/1934). Nota : Selon L’écho d’Alger du 6 mars 1934, aurait cassé le pont arrière en sortant du parc fermé.
3e Rallye des Alpes françaises (13 au 15 juillet 1934) (g) Vainqueur sur Bugatti type 57 Galibier immatriculée 1707-CA7(châssis no 57115 http://www.bugattiregister.com/wiki/index.php?title=57115 (Catégorie > 70.000 F) + bat le record du Galibier de 5 secondes (c) sur Amilcar (catégorie < 20.000 F) (source : Revue Automobile et Tourisme sur la côte d’Azur-no 75-11/ 1934, Le Petit Marseillais du 18 & 27/06/1934 et 13, 15 & 18/071934) 
6e coupe Internationale des Alpes (7 au 12 août 1934) (g) et (c) Vainqueur (ex equo) sur Bugatti probablement type 57 Galibier (châssis no 57115 http://www.bugattiregister.com/wiki/index.php?title=57115) (source : Revue Automobile et Tourisme sur la côte d’Azur-no 73-09/1934, Le Petit Marseillais du 14/08/1934)
14e Rallye de Monte-Carlo (Janvier 1935) (g) Forfait (suite grippe) sur Bugatti Type 57 Torpédo no 81  (Modèle 1934, châssis no 57300) (source: Le Matin du 10 & 24/01/1935, Paris-Soir du 5/01/1935, Le Temps du 22 et 26/01/1935, le Petit Marseillais du 6 et 20/01/1935, http://www.bugattiregister.com/wiki/index.php?title=57300). Copilote : AVRIL
7e Paris-Saint-Raphaël féminin (27 février 1935) (c) Abandon (embrayage) sur Bugatti type 57 Torpédo (Modèle 1934, châssis no 57300) 8e de sa catégorie (+ de 3 100 cm3) dans la course de côte de Pougues-les-Eaux (source: Revue Omnia no 179-04/1935, Le Petit Marseillais du 19,26 ,27 & 28/02 et 1/03/1935.Paris-Soir du 11/03/1935, http://www.bugattiregister.com/wiki/index.php?title=57300 ).
Critérium de tourisme Paris-Nice (avril 1935) (g) et (c) Vainqueur sur Bugatti type 57 Torpédo no 68 (Modèle 1934, châssis no 57300) (source: Revue Omnia no 180-05/1935 -Revue pratique de locomotion, Revue Automobile et Tourisme sur la côte d’Azur-no 81-10/051935, Le Petit Marseillais du 19/04/1935, Le Petit Niçois du 15, 16 & 19/04/1935, http://www.bugattiregister.com/wiki/index.php?title=57300 ) (Photo)
Rallye de la FNCAF (mai 1935) (g) Vainqueur sur Bugatti type 57 (+ Prix Dunlop + Prix Repusseau) (source: Revue Omnia no 180-05/1935 -revue pratique de locomotion, Revue Automobile et Tourisme sur la côte d’Azur-no 81-10/05/1935).
3e circuit de Lorraine-Critérium international des voitures de série (30 juin 1935) (g) 2e (catégorie 1 500 à 8 litres et plus) sur Bugatti Type 57 Torpédo no 22 (Modèle 1934, châssis no 57300) (source: Le Matin du 13, 30/06 et 1/07/1935, Le Journal du 1/07/1935, Le Petit Marseillais du 1/07/1935,http://www.bugattiregister.com/wiki/index.php?title=57300 ).
4e Rallye des Alpes Françaises (12 au 14 juillet 1935) (g) Vainqueur (5e catégorie) sur Bugatti Type 57 Torpédo (Année 1934, châssis no 57300) (c) 3e (2e catégorie) sur Lancia Artena (source: Revue Automobile et Tourisme sur la côte d’Azur-no 85-09/ 1935, Le Petit Marseillais du 7, 13 & 14/07/1935,http://www.bugattiregister.com/wiki/index.php?title=57300 ).
16e Liège-Rome-Liège (21 au 25 août 1935) (g) et (c) Abandon sur Bugatti (source : Le Petit Marseillais du 18,24 & 25/08/1935, Le Petit Troyen du 23/08/1935).
Rallye Gangster (17 novembre reporté au 1er décembre 1935) (g) Vainqueur sur ? (source: Le Petit Marseillais du 2, 15,16,18 novembre et 2 décembre 1935)
Rallye de Chamonix (7 au 9 février 1936) (c) Vainqueur de sa catégorie-remporte la coupe du disque d’or sur Lancia (source: Le petit dauphinois du 10-Février-1936, L'Auto du 10/02/1936)
8e Paris-Saint-Raphaël féminin (mars 1936) (c) 2e (catégorie 1500) sur Lancia Aprilia (source: Revue Automobile et Tourisme sur la  côte d’Azur-no 91-Mars 1936, Le Petit Marseillais du 7/03/1936, Le Petit Niçois du 10/03/1936).
3 heures de Marseille (circuit de Miramas) (mai 1936)- (g) 7e au général et Vainqueur (catégorie 3 litres) sur Bugatti type 35 no 56 (source: Revue Automobile et Tourisme sur la côte d’Azur-no 94-06/1936, Le Petit Marseillais du 24 & 25/05/1936, http://www.bugattiregister.com/wiki/index.php?title=4781 )
Rallye de Lyon (15 au 17 mai 1936) (c) 9e au général et 2e de la coupe des dames sur Lancia (source: Revue Automobile et Tourisme sur la côte d’Azur-no 94-juin 1936).
5e Rallye des Alpes Françaises (14 au 16 août 1936) (g) Abandon sur Bugatti no 51 (classe 3 000 cm3) et (c) Abandon sur Bugatti no 52 (classe 3 000 cm3) (source: Le Petit Marseillais du 5,13, 15 & 17/08/1936).
8e coupe Internationale des Alpes (18 au 27 août 1936)  (g) et (c) seuls concurrents français, non classés sur Bugatti Type 57  (Année1934, châssis no 57300) (source : Revue Automobile et Tourisme sur la côte d’Azur-no 97-09/ 1936, Le Petit Marseillais du 22/08/1936, http://www.bugattiregister.com/wiki/index.php?title=57300).
Course de côte du Mont-Ventoux (20 septembre 1936) (g) vainqueur (catégorie 3 litres sport) sur Bugatti type 57 (Année 1934, châssis no 57300) (source: Le Matin du 21 septembre 1936, L’écho de Paris du 21 septembre 1936, http://www.bugattiregister.com/wiki/index.php?title=57300 ).
9e Paris-Saint-Raphaël féminin (21 mars 1937) (c) Abandon (moteur noyé) sur Bugatti type 57 Atalante (châssis no 57384) no 60 (source: Revue Automobile et Tourisme sur la côte d’Azur-no 103-03/1937, Le Petit Marseillais du 19/03/1937, http://www.bugattiregister.com/wiki/index.php?title=57384 ) (Photo).
Records internationaux YACCO en équipe (mai 1937) (c) sur le circuit de Monthléry (avec Mmes Hellé-Nice, Siko et Des Forest) sur Matford (source: Revue Automobile et Tourisme sur la côte d’Azur-no 105-Mai 1937, Le Matin du 27 mai 1937, Le Matin du 24 avril 1938).
17e Rallye de Monte Carlo (25 au 30 janvier 1938) (g) et (c) 8e au classement général et Vainqueur (catégorie 1 500 cm3) sur Lancia Aprilia no 74 (source: Revue Automobile et Tourisme sur la côte d’Azur-no 114-02/1938, Le Petit Marseillais du 31/01/1938).
4e Rallye Lyon-Chamonix (4 au 6 février 1938) (g) et (c) 10e au général, 2e (catégorie > à 1 500 cm3) et 3e de la coupe challenge de Monte-Carlo sur Lancia Aprilia. (source: Revue Automobile et Tourisme sur la côte d’Azur-no 114-Février 1938, Le Journal du 7 février 1938, L’écho de Paris du 8 février 1938). 
10e Paris-Saint-Raphaël féminin (20 février 1938) (c) 3e au général et Vainqueur (catégorie 1 500 cm3) sur Lancia Aprilia (source: Revue Automobile et Tourisme sur la côte d’Azur-no 115-Mars 1938 et Le Petit Marseillais du 17 février 1938).
7e Rallye des Alpes françaises (juillet 1938) (g) et (c) Vainqueur sur Lancia Aprilia no 45 (catégorie 1 500 cm3) (source: L’homme libre du 19 juillet 1938)
Rallye de la Baule (28 août 1938) participation sur Lancia no 9 (source: Le Matin du 30 août 1938) Abandon (à priori).
2e circuit touristique de Provence (juin 1939) (c) 11e + coupe des dames (source : Le Petit Marseillais du 12/06/1939).
8e Rallye International des Alpes Françaises (13 au 16 juillet 1939) (c) et (g) Vainqueur (ex equo) (4e catégorie) sur Lancia Aprilia no 43 (source: Revue Automobile et Tourisme sur la côte d’Azur-no 132-Août 1939, Le Petit Marseillais 13 & 17 juillet 1939)
Coupe des Alpes (1939) (c) sur Lancia Aprilia no 43 (?)  Vainqueur (classe 1 500 cm3) remporte une Coupe des Alpes (sur 2 attribuées!)
Coupe des Alpes (1946) (g) Abandon sur Lancia Aprilia no 41.
Coupe des Alpes (1947) (g) Vainqueur sur Bugatti Type 55 no 112 (Année 1931, 8cyl. 2.262 l, 130 cv, châssis no 55201, 38 ex, adjugée en 2008 par Gooding & Co 1 760 000 dollars, estimée à 4 000 000 dollars et mise en vente par Gooding & Co en janvier 2018 à Scottsdale-Arizona) et (c) 2e (classe 1101-1 500 cm3) sur Lancia Aprilia no 64. (source : http://www.bugattiregister.com/wiki/index.php?title=55201)
Coupe des Alpes (1948) (g) et (c) Vainqueur (catégorie 1 500 cm3) et 4e au général sur Lancia Aprilia no 64.
Coupe des Alpes (1949) (g) Abandon sur Lancia Aprilia no 62.

## Victoires

### Rallyes
- Grand Critérium international de tourisme Paris-Nice: 1935 (sur Bugatti Type 57 tourer, modèle utilisé en 1937 en version S par son épouse au Rallye Paris - Saint-Raphaël Féminin);
- Rallye des Alpes françaises: vainqueur de classe en 1933 (sur Amilcar, 2 à 3 L.), 1934 (sur Bugatti, plus de 7 L.), et 1935 (sur Bugatti); vainqueur de Coupe en 1938 et 1939 (sur Lancia Aprilia, avec Madame, Claire Mémé Descollas);

(Nota Bene: en 1936, Descollas remporte ensuite le 1 km départ arrêté organisé pendant la Coupe Internationale des Alpes, avec sa Bugatti)

...Rallye des Alpes françaises qui devient:
- Rallye International des Alpes: vainqueur de Coupe en 1947 (sur Bugatti, sans pénalité) et 1948 (sur Lancia Aprilia avec Madame pour copilote, et 4e au classement général au col de l'Izoard);

### Résultats sur circuits
- 1er en classe 3 Litres des 3 Heures de Marseille en 1936 (sur Bugatti Type 44 au circuit de Miramas, 7e au général).